# Gekko porosus
Gekko porosus är en ödleart som beskrevs av  Edward Harrison Taylor 1922. Gekko porosus ingår i släktet Gekko och familjen geckoödlor. IUCN kategoriserar arten globalt som livskraftig. Inga underarter finns listade i Catalogue of Life.
Arten förekommer endemiskt på dom filippinska, nordligt belägna öarna Itbayat och Batan, där arten har påträffats vid kusten och på höjder upp till 600 meter över havet.